# 罗森河谷法伊斯特里茨
罗森河谷法伊斯特里茨（德語：Feistritz im Rosental）是奥地利克恩顿州克拉根福兰县的一个市镇。总面积71.73平方公里，总人口2691人，人口密度37.5人/平方公里（2005年）。